# Trevor Von Eeden
Pour les articles homonymes, voir Eeden.
Trevor Von Eeden (né le 24 juillet 1959 à Georgetown) est un auteur de bande dessinée afro-américain d'origine guyanienne. Relativement peu connu du grand public, il a acquis une certaine notoriété pour son travail sur Green Arrow, Batman et dans l'éphémère comic book Thriller.

## Biographie
En 1977, il est embauché par DC Comics pour dessiner les aventures du premier super-héros noir de la maison d'édition, Black Lightning. Il dessine ensuite des histoires de nombreux héros de la maison d'édition (Green Arrow, Black Canary, Power Man, Iron Fist, Batman, Superman, etc.). Son dessin est très influencé par Alex Toth. À partir de 1982, on le laisse encrer certaines de ses histoires. En 1983-1984, il dessine et encre ainsi les huit premiers épisodes de Thriller, un comic book aux accents expérimentaux lancé par DC pour contrer le succès naissant de Vertigo. L'expérience se passe très mal pour Von Eeden, qui n'est pas soutenu dans ses choix par DC. Dans le même temps, sa petite amie le quitte pour Frank Miller, et il sombre dans la dépression.
Du milieu des années 1980 à la fin des années 1990, s'il dessine encore périodiquement pour DC (Outsiders, Legends of the Dark Knight et Black Canary), Von Eeden se met à tirer l'essentiel de ses revenus de la réalisation de storyboards pour des agences de publicité new-yorkaises. De 2007 à 2009, Von Eeden publie en ligne une biographie en bande dessinée du premier champion du monde de boxe des poids lourds noir Jack Johnson, sur laquelle il avait commencé à travailler en 1996. The Original Johnson est ensuite publié en album en 2010 et 2011. Il reçoit l'Inkpot Award en 2012.

## Principales publications

### Comic books
Les dates indiquées sont les dates de couvertures, postdatant de trois mois la date de sortie réelle du comic book.
- Black Lightning no 1-11 (dessin), DC Comics, 1977-1978.
- Green Arrow et Black Canary, dans World's Finest Comics no 248-255 (dessin), DC Comics, 1977-1979.
- Power Man and Iron Fist no 56-59 (dessin), Marvel Comics, 1979.
- Green Arrow (dessin), dans World's Finest Comics no 263-280, DC Comics, 1980-1982.
- Batman no 341-349, DC Comics, 1981-1982.
- « The Messiah of the Crimson Sun » (dessin et encrage), dans Batman Annual no 8, DC Comics, 1982.
- Participation à Detective Comics no 518-522 (dessin et encrage), DC Comics, 1982-1983.
- Green Arrow no 1-4 (dessin), DC Comics, 1983.
- Thriller no 1-8 (dessin et encrage), DC Comics, 1983-1984.
- The Adventures of the Outsiders no 37-43 (dessin et encrage), DC Comics, 1986-1987.
- Toyboy no 2-6 (dessin), DC Comics, 1987-1988.
- Batman: Legends of the Dark Knight no 16-20 : Venom  (dessin avec Russell Braun), DC Comics, 1991.
- Black Canary no 1-11 (dessin), 1993.
- Batman: Legends of the Dark Night no 105-106 : Duty (dessin), DC Comics, 1998.
- Batman: Legends of the Dark Night no 149-153 : Grimm (dessin), DC Comics, 2002.

### Albums
- The Original Johnson, 2 vol., IDW Publishing, 2010-2011.

### Documentation
- (en) Trevor Von Eeden (int. Michel Fiffe), « The Trevor Von Eeden Interview », dans The Comics Journal no 298, Fantagraphics, mai 2009, p. 82-108.